# 리틀 리처드
리처드 웨인 페니먼(영어: Richard Wayne Penniman, 1932년 12월 5일 ~ 2020년 5월 9일)은 미국의 음악가, 가수, 작곡가이다. 예명은 리틀 리처드(Little Richard). 생전 70년 동안 대중음악 및 문화의 거두로서 활약하였다.

## 경력
"로큰롤의 설계자"로 별칭되며 1950년대 중엽 활동을 시작하여 카리스마있는 쇼맨십과 정력적인 음악으로 하여 로큰롤의 개척자로 추어올려지게 되었다. 정신없이 몰아치는 피아노 연주와 쿵쾅거리는 백 비트, 고함지르는 듯한 노랫소리가 그만의 음악성. 감동적이라 할만큼의 획기적인 발성과 쏜살같은 리드미컬한 음악으로써 솔과 펑크 등 기타 대중음악 장르에도 그 영향을 미쳤다. 아울러 록에서 힙합에 이르는 다종다양한 음악 장르의 가수 및 음악인들에 영향을 주기도 하였다. 또한 리듬 앤드 블루스를 형성시키는 데에도 이바지하였다.
1955년, 리처드의 대표곡이라 할 수 있는 〈Tutti Frutti〉가 나옴과 동시에 미영 양국의 팝 차트에서 크로스오버 히트를 기록하였다. 차기작되는 1956년의 〈Long Tall Sally〉는 빌보드 리듬 앤드 블루스 베스트셀링 차트에서 1위를 기록하였으며 3년이 채 못 되어 15개 곡을 히트쳤다. 이 기간 동안의 그의 공연활동은 흑백 관중을 통합시키는 데 이바지하였다고 평가된다. 거듭난 기독교인으로서 로큰롤을 버린 리처드에게 1962년 홍보인 돈 아덴이 유럽에서 투어를 돌 것을 권유해왔다. 유럽에서 투어를 하는 동안 비틀즈가 리처드의 공연의 오프닝을 열었으며 리처드는 비틀즈에게 어떻게 공연할 것인가와 밴드원 폴 매카트니에 자기 특유의 보컬을 학습시켰다.
리처드는 최초의 크로스오버 흑인 가수로서 많이 거론되며 인종을 불문하여 청중에게 와닿았다. 차별정책이 완고한 와중에도 자신의 음악 및 콘서트를 활용하여 흑백 관중의 통합에 앞장섰다. 엘비스 프레슬리를 비롯하여 버디 홀리, 빌 헤일리, 제리 리 루이스, 에벌리 브라더스, 진 빈센트, 에디 코크런 등 수많은 동시대인들이 그의 곡을 커버했다. 특히 리처드의 음악과 스타일을 채용하고 1956년 자신의 앨범에서 리처드의 곡 4개를 커버한 바 있던 프레슬리는 1969년 그를 일러 "큰사람(the greatest)"이라 하기도 했다.
리처드는 숱한 기관에서 수상을 받았다. 로큰롤 명예의 전당 초대 헌액자였으며, 작곡가 명예의 전당 헌액자였다. 레코딩 아카데미 및 리듬 앤드 블루스 재단의 수상자이다. 2015년 대중음악의 형성에 있어 큰 역할을 수행한 것과 미국문화가 현저히 변화하던 1950년 중반 음악 차트 및 콘서트에서의 활약으로 하여 인종분리에 마침표를 찍는 데 공헌한 것이 인정되어 아프리카계미국인음악국립박물관으로부터 랩소디 & 리듬상을 수상. 2010년 〈Tutti Frutti〉가 미의회도서관 국립녹음등재소에서 "저항불가능한 리듬 위로 흐르는 특유한 보컬"이 새로운 음악 시대를 열었다 하여 등재되었다.